# Kozarevac
 Ovo je glavno značenje pojma Kozarevac. Za druga značenja pogledajte Kozarevac (razdvojba).
Kozarevac je naselje južno od općinskog naselja Kloštar Podravski udaljeno oko 5,5 kilometara, a povezano je asfaltiranom cestom.

## Stanovništvo
Kozarevac ima, prema popisu iz 2011., 599 stanovnika a to pokazuje da se je broj od 1952. godine više nego prepolovio. Naselje se sastoji od dvije glavne ulice: Petra Preradovića i Ljudevita Gaja. Pored njih još su ulice: Suhopoljska ulica, Zagrebačka ulica, Suhara i Vinogradska ulica. U središtu je mjesni park pored kojeg se nalazi stogodišnja crkva posvećana Svetom Franji Ksaverskom (proštenje 3. prosinca), župni dvor i Područna škola Kozarevac, te školski stan obitelji učitelja. U školskoj godini 2008./09. upisano je u sva četiri razreda 23 učenika.
Pučka škola je ovom mjestu otvorena 1833. godine, no postoji još jedan podatak da je otvorena četiri godine prije toga, dakle 1829. Prvo sjedište joj je bilo u privatnoj kući današnjeg vlasnika Zdravka Đurinovića a poslije Prvog svjetskog rata je preseljena na današnju lokaciju gdje je bilo skladiše austrougarske vojske. Skladište je kupio neki lugar Sraka i u njemu je organizirana škola. Premalo je podataka iz toga razdoblja. 
Stanovništvo se pretežno bavi poljoprivredom u kojoj su značajnije kulture kukuruz i povrće, manje duhan. Nekoliko se obitelji orijentiralo na stočarstvo i tu prednjače obitelj Ivice Imbrišića i Darka Imbrišića.
Demografska slika 2008.
Podaci u šest župnih ureda za 2007. godinu pokazuju da je te godine mortalitet bio daleko veći od nataliteta. Podaci koje su iznijeli župnici Mladen Gorupić, Nikola Benko, Ivan Široki, Krunoslav Kefelja i Tomislav Leskovar odnose se na broj krštenja, vjenčanja te umrlih osoba. 
U šest župa najistočnijeg dijela Koprivničko-križevačke županije prošle je godine kršteno 120 djece. Najviše u kloštranskoj župi s rekordnih 32 djeteta a zatim slijede Kozarevac (25), Podravske Sesvete (24), Ferdinandovac (16), Kalinovac (13) i Budrovac (10). Po broju umrlih opet je kloštranska župa na prvom mjestu. Naime prošle su godine imali čak 68 sprovoda što je u odnosu na prethodnu godinu 23 sprovoda više. Zatim slijede Podravske Sesvete (36), Ferdinandovac (35), Budrovac (25), Kalinovac (20) i Kozarevac (19).
Kada je u pitanju ženidba podaci govore da su Podravci još više nezainteresirani za sve blagodati braka. Naime, prošle su godine sklopljena 33 braka što je u odnosu na prethodnu godinu čak 16 brakova manje. Najviše brakova je sklopljeno u kloštranskoj crkvi dok su u Kalinovcu sklopljena samo 2 braka.
U Kalinovcu su sklopljena dva braka a u Budrovcu četiri. Nažalost svi su ti mladi poslije vjenčanja odselili u druga mjesta-kaže župnik Mladen Gorupić, koji vodi župe Kalinovac i Budrovac. Blagoslovom kuća župnici su obišli sva sela i pri tom ističu da je sve više potpuno praznih gdje su samo prije nekoliko godina obitavale cijele obitelji. 
Kozarevac
Župna statistika za 2008. godinu: U prošloj godini U Kozarevcu je kršteno 10 osoba, vjenčana su 4 para a umrlo je 12 osoba. U Grabrovnici 3 krštena, 1 vjenčanih, 12 umrlih (strašno). Suha Katalena: 4 krštena, 2 vjenčanih 5 umrlih. Mala Črešnjevica: 1 krštena,  0 vjenčanih, 2 umrlih. Ribnjačka 2 krštena, 0 vjenčanih 2 umrlih.
Ukupno za cijelu župu i u odnosu na prošlu (2007.): 22 (-11) krštena, 7 (+3) vjenčanih, 30 (+5) umrlih.
| broj stanovnika | 419   | 445   | 532   | 712   | 841   | 924   | 908   | 998   | 1112  | 1126  | 1098  | 961   | 845   | 711   | 599   | 560   | 486   |
|                 | 1857. | 1869. | 1880. | 1890. | 1900. | 1910. | 1921. | 1931. | 1948. | 1953. | 1961. | 1971. | 1981. | 1991. | 2001. | 2011. | 2021. |

## Poznate osobe
- Hrvoje Karas, višestruki prvak Hrvatske u motocrossu[4]

## Šport
- NK Bušpan Kozarevac, 3. ŽNL Koprivničko-križevačka (2008./09.)
- MK Karas Team, motocross klub aktivan u prvenstvu Hrvatske